# Corps Saxo-Borussia Heidelberg
Le Corps Saxo-Borussia Heidelberg est une association étudiante combattante portant couleur (de) dans le convent des anciens d'Heidelberg (de). Le corps de Kösen rassemble des étudiants et anciens élèves de l'Université Robert-Charles de Heidelberg. Les membres du corps sont appelés Knaxen.

## Couleur et armoiries
Les Saxon-Prussiens portent les couleurs blanc-vert-noir-blanc avec des percussions argentées. Une casquette étudiante (de) blanche est portée pour cela. Comme tous les Corps d'Heidelberg, le Saxo-Borussia n'a pas de Band de Fux : ce derniers ne portent que la casquette. De temps en temps, il est d'usage à Saxo-Borussia de porter un tonneau avec une garniture en fourrure (de) comme couvre-chef.
La devise est Virtus sola bonorum corona !.
Le blason de la société est écartelé et recouvert d'un écu central. Il montre (héraldique) juste au- dessus des armoiries saxonnes avec une bague en diamant, en haut à gauche l'aigle prussien, croisé la chauve-souris en bas à droite dans la couronne de laurier et la première lettre du prix des armes GUN Gladius ultor Noster. De plus, les 11 membres fondateurs (XI) et la date de fondation sont donnés. Les couleurs du corps dans le champ en trois parties en bas à gauche. Le bouclier du milieu montre le Zirkel de la société.

## Histoire
Le Corps Saxo-Borussia est fondé le 16 décembre 1820 par des étudiants de l'Université Robert-Charles de Heidelberg. Il est suspendu du semestre d'hiver 1827/28 au 25 août 1828 et du 17 août 1833 au 4 février 1840. Le Saxo-Borussia participe à l'Assemblée adjointe des couvents des aînés Jenenser et le 28 mai 1855 avec les autres corps d'Heidelberg pour fonder le Kösener Senioren-Convents-Verband. Du 12 juillet 1856 au 1er novembre 1856, il est suspendu par l'université.
Au temps du national-socialisme, la Saxo-Borussia est suspendu par le SC à cause du repas d'asperges d'Heidelberg le 31 mai 1935, et par l'université le 3 juillet 1935. Le senior Henning von Quast est arrêté. Le 3 juillet 1935, le corps cesse ses activités. La suspension par le CS est annulée par arbitrage le 9 février 1936.
Après la Seconde Guerre mondiale, après quelques difficultés, la Saxo-Borussia a pu se reconstituer le 2 septembre 1952 après quelques difficultés Comme en 1910, c'est le corps de banlieue qui préside en 1998 ; il fournit le président de l'oKC. Lors de la commémoration du 150e anniversaire du KSCV à Bad Kösen, Hans Christoph von Rohr (de) prononce le discours largement acclamé sur la réunification allemande.

### Importance
Le Corps Saxo-Borussia se caractérise par la forte proportion de membres issus de familles aristocratiques allemandes et internationales. Il en va de même pour Constantin Ier, roi de Grèce, les princes Guillaume et Oscar de Prusse et le dernier chancelier impérial, le prince Max de Bade. Néanmoins, des personnalités importantes de la vie culturelle et politique figurent également parmi les membres, comme l'homme politique libéral Maximilian von Schwerin-Putzar ou le compositeur Robert Schumann. À l'époque impériale et sous la République de Weimar, le Saxo-Borussia est considérée comme le « corps le plus distingué de la chrétienté ». De nombreux membres ont atteint des postes élevés dans l'administration prussienne et dans le service extérieur du Reich allemand.
Mark Twain passe plusieurs mois à Heidelberg au cours de l'été 1878 et accorde une grande attention au corps là-bas. Pendant un certain temps, il fait partie d'une fraternité qu'il appelle corps du bonnet blanc ou corps prussien. Cela désigne clairement les Saxons-Prussiens avec leurs « grévistes » blancs.
La position sociale éminente du Saxo-Borussia signifie que le corps est souvent utilisé comme cible pour le ridicule et la satire dans la littérature. Dans cette optique, l'écrivain Wilhelm Meyer-Förster (de) écrit également en 1885 un début littéraire, une satire intitulée Die Saxo-Saxonen, qui se joue dans la "Ville universitaire de H.". Harry Domela, qui se fait passer pour le « Prince de Liven », est l'invité du Corps pendant plusieurs semaines à l'automne 1926. Il décrit très négativement ses expériences avec les Saxons-Prussiens dans son best-seller Le Faux Prince. Vie et aventure de Harry Domela. Kurt Tucholsky dédie le poème Saxo-Borussen au Corps, dans lequel il fait référence à Domela..

## Maison du corps

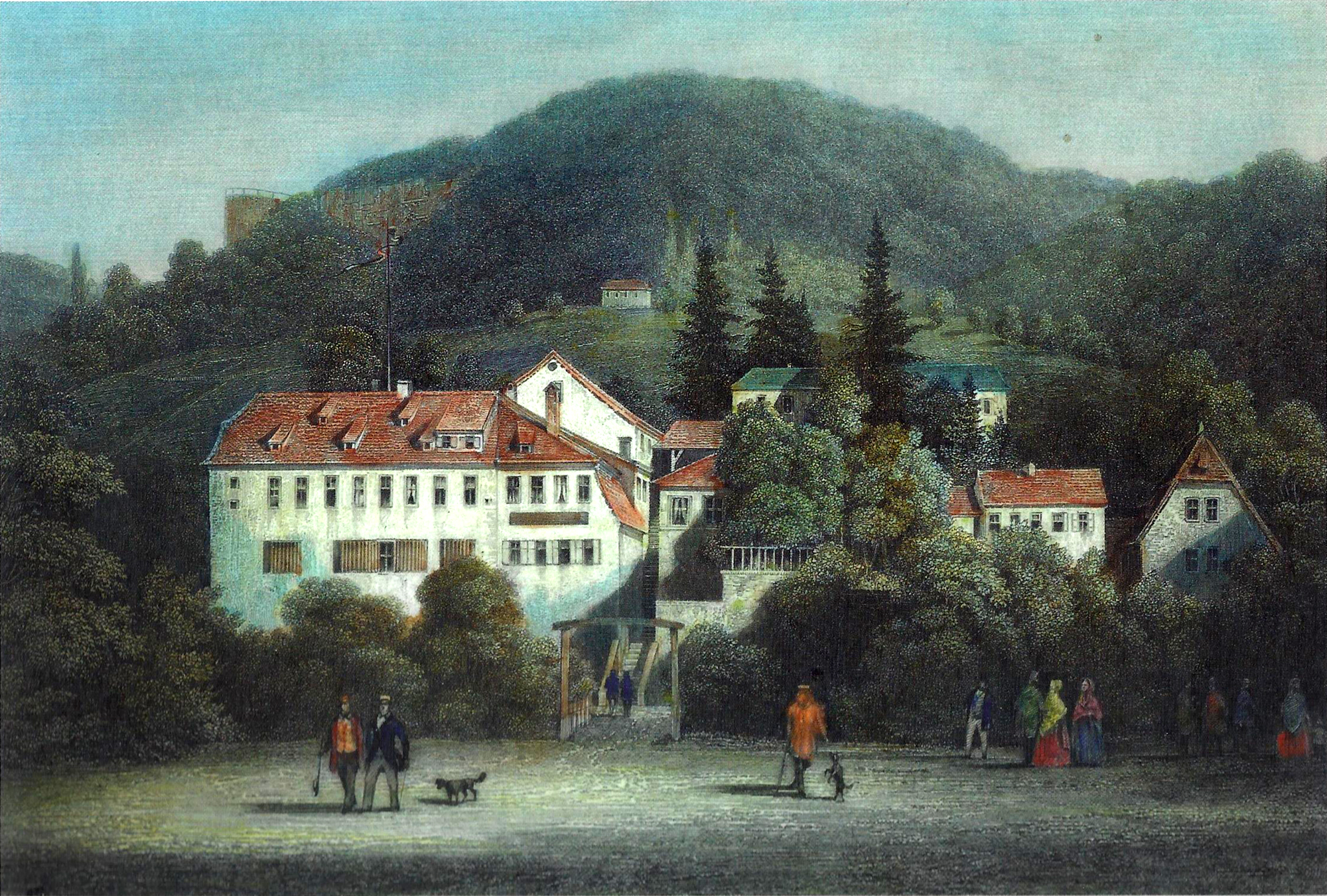
La pierre géante de Saxo-Borussia

Le maison du Corps Saxo-Borussia est situé sur le versant nord du Gaisberg (de). Il est construit en 1802 et appartient au Corps depuis 1874. Il est nommé Riesenstein sur proposition du président de l'AVS Harald von Siebert Son prédécesseur Franz-Adalbert baron von Rosenberg a son nom gravé dans le grès rouge au-dessus de l'entrée de la maison. Cela remonte peut-être au terme médiéval "géant" comme synonyme de "toboggan". Au Moyen Âge les pierres de carrière provenaient d'une carrière de la vallée « alésée ».

## Relations extérieures
Dans les cartels avec le Borussia Bonn et la Saxonia Göttingen, la Saxo-Borussia appartient au cercle blanc. Le cartel avec le Corps Starkenburgia (de) est l'un des plus anciens du KSCV et fait ses preuves lors de la reconstitution de la Saxo-Borussia dans les années d'après-guerre. À partir des années 1840, il y a un cartel avec la Königsberger Corpslandmannschaft Lithuania. Quatre Littauer et six Silber-Litthauer deviennent Saxe-Prusse. Le cartel est dissous en 1866 avec la suspension des Silber-Litthauer. La Saxo-Borussia a 18 frères de corps en commun avec le Corps Marchia Halle (de).

## Membres éminents
- Heinrich von Helldorff (de) (1799-1873), administrateur de l'arrondissement de Querfurt (de)
- Julius Rudolf von der Osten (de) (1801-1861), administrateur de l'arrondissement de Pyritz
- Heinrich Leonhard von Arnim-Heinrichsdorf (de) (1801–1875), député du Reichstag
- Fabian zu Dohna-Schlodien (de) (1802-1871), administrateur de l'arrondissement de Sagan
- Maximilian von Schwerin-Putzar (1802–1872), ministre prussien de l'Éducation, administrateur de l'arrondissement d'Anklam, député du Reichstag
- Hermann von Arnim (1802–1875), administrateur de l'arrondissement de Templin
- Christoph von Poniński (de) (1802–1876), administrateur de l'arrondissement de Löwenberg-en-Silésie et de l'arrondissement de Randow (de)
- Georg von Hippel (de) (1802–1878), administrateur de l'arrondissement de Pless (de)
- Ernst von Haugwitz (de) (1802-1871), administrateur de l'arrondissement de Görlitz
- Albin von Wentzky (de) (1804-1849), administrateur de l'arrondissement de Namslau (de)
- Rudolf von Kannewurff (de) (1804–1858), administrateur de l'arrondissement de Lyck
- Julius von Minutoli (1804-1860), administrateur de l'arrondissement de Posen (de)
- Rudolf von Rabe (de) (1805–1883), ministre prussien des Finances
- Klemens von Waldkirch (de) (1806–1858), ministre bavarois des Affaires étrangères
- Julius Hoffmann (de) (1806–1866), administrateur de l'arrondissement d'Oppeln (de)
- Ludwig Weidlich (de) (1807-1877), administrateur de l'arrondissement de Mersebourg (de)
- Julius von der Osten (de) (1808–1878), député du Reichstag
- Bernhard von der Schulenburg-Altenhausen (de) (1809–1872), administrateur de l'arrondissement de Neuhaldensleben
- Wilhelm von Tümpling (1809–1884), général
- Carl von Saenger (de) (1810–1871), membre du Parlement de Francfort
- Friedrich Wilhelm von Kröcher (de) (1810-1891), administrateur de l'arrondissement de Gardelegen (de)
- Wilhelm Palm (de) (1811–1876), administrateur de l'arrondissement de Saatzig
- Oskar von Arnim-Kröchlendorff (1813–1903), administrateur de l'arrondissement d'Angermünde (de), député du Reichstag
- Wilhelm von der Reck (de) (1819–1910), administrateur de l'arrondissement de Belgard-sur-la-Persante (de)
- Anton Maerker (de) (1820-1866), administrateur de l'arrondissement de Calau (de)
- Karl Hermann Rumschöttel (de) (1820-1885), administrateur de l'arrondissement de Saint-Wendel
- Hermann von Borries (de) (1820–1896), président du district de Lunebourg
- Alexander Groschke (de) (1821–1871), administrateur de l'arrondissement de Frankenstein-en-Silésie
- Wilhelm Hillebrand (1821-1866), botaniste
- Julius Kraaz (de) (1822–1889), député du Reichstag
- Gustav von Wissmann (de) (1822-1897), administrateur de l'arrondissement de Gladbach
- Rudolph von Cranach (de) (1823–1879), administrateur de l'arrondissement de Soldin (de), député du Reichstag
- Theodor von Becherer (de) (1823–1883), administrateur de l'arrondissement de Wolfhagen (de)
- Eugen von Goßler (de) (1823–1892), administrateur de l'arrondissement de Guhrau, député du Reichstag
- Georg von Köller (1823–1916), administrateur de l'arrondissement de Cammin-en-Poméranie (de)
- Eberhard von Hartmann (de) (1824–1891), général
- Julius von Jagow (1823–1879), administrateur de l'arrondissement de Prignitz-de-l'Ouest (de), député du Reichstag
- Otto von Westarp (de) (1825–1879), président du district de Gumbinnen, administrateur de l'arrondissement de Dramburg
- Eduard Herold (de) (1826-1872), administrateur de l'arrondissement de Schleusingen
- Karl von Eschwege (de) (1826-1890), administrateur de l'arrondissement de Fritzlar (de)
- Richard von Puttkamer (1826-1898), administrateur de l'arrondissement de Stolp
- Ernest Ier de Saxe-Altenbourg (1826–1908), duc de Saxe-Altenbourg
- Alfred von Hompesch (de) (1826–1909), député du Reichstag
- Hermann Ludwig von Wartensleben (1826–1921), général
- Robert Eduard von Hagemeister (1827–1902), haut président de la province de Westphalie, président du district d'Oppeln et du district de Düsseldorf, administrateur de l'arrondissement de Franzburg
- Albert von Levetzow (1827–1903), président du Reichstag, administrateur de l'arrondissement de Königsberg-en-Nouvelle-Marche (de)
- Eugen von Selchow (de) (1828–1897), administrateur de l'arrondissement de Ratibor (de)
- Arthur von Wolff (de) (1828-1898), haut président de la province de Saxe, président du district de Trèves
- Wilhelm von Kardorff (de) (1828–1907), administrateur de l'arrondissement d'Œls, député du Reichstag
- Hermann Ampach (de) (1829–1903), député du Reichstag
- Alfred Jachmann (de) (1829-1918), administrateur de l'arrondissement de Königsberg
- Hermann Franzius (de) (1831-1911), administrateur de l'arrondissement d'Osterholz
- Gustav von Salmuth (de) (1832-1875), administrateur de l'arrondissement d'Angerburg et de l'arrondissement de Meisenheim (de)
- Otto Tellemann (de) (1833-1877), administrateur de l'arrondissement de Naumbourg
- Hans von Zedlitz-Leipe (de) (1833-1946), administrateur de l'arrondissement de Schwetz et de l'arrondissement de Schweidnitz
- Arthur von Strachwitz (de) (1833-1895), administrateur de l'arrondissement de Tost-Gleiwitz (de)
- Alfred von Gramatzki (de) (1834–1888), administrateur de l'arrondissement de Memel, député du Reichstag
- Adolf von Engel (de) (1834–1900), député du Reichstag
- Botho von Pusch (de) (1834-1904), administrateur de l'arrondissement de Marienwerder (de)
- Max von Brauchitsch (de) (1835–1882), administrateur de l'arrondissement de Deutsch Krone, député du Reichstag
- Ernst von den Brincken (de) (1835–1895), administrateur de l'arrondissement d'Allenstein
- Carl von Behr (de) (1835–1906), administrateur de l'arrondissement de Greifswald (de), député du Reichstag
- Ferdinand von Itzenplitz (de) (1835–1917), président du district de Coblence
- Felix von Königsdorff (de) (1835–1924), administrateur de l'arrondissement de Rummelsburg-en-Poméranie
- Georg Stein von Kamienski (1836–1921), député du Reichstag
- Hermann Roehrig (de) (1836–1927), administrateur de l'arrondissement de Mettmann et de l'arrondissement de Tecklembourg (de)
- Otto zu Stolberg-Wernigerode (1837–1896), député du Reichstag
- Julius Rudolf von der Osten (de) (1837–1903), haut président de la province de Saxe, président du district de Stralsund et du district de Trèves, administrateur de l'arrondissement de Moers (de)
- Wilhelm von Wedel-Piesdorf (1837–1903), président du Reichstag, président du district de Magdebourg, administrateur de l'arrondissement de Wolmirstedt et de l'arrondissement de Mansfeld-Lac (de)
- Archibald von Gramatzki (de) (1837–1913), administrateur de l'arrondissement de Dantzig (de), député du Reichstag
- Otto von Hinckeldey (de) (1838-1878), administrateur de l'arrondissement de Meseritz
- Ludwig Curt von Ponickau (de) (1838-1880), administrateur de l'arrondissement de Torgau
- Gustav von Goßler (1838–1902), ministre prussien de l'Éducation, haut président de la province de Prusse-Occidentale, administrateur de l'arrondissement de Darkehmen (de), député du Reichstag
- Kurt von Koseritz (de) (1838–1916), ministre-président du duché d'Anhalt, administrateur de l'arrondissement de Wittemberg (de)
- Alexander von der Osten (de) (1839–1898), député du Reichstag
- Johannes von Saldern (de) (1839–1907), administrateur de l'arrondissement de Lauban
- Traugott Hermann von Arnim-Muskau (1839–1919), député du Reichstag
- Heinrich von Brockhausen (de) (1840–1903), administrateur de l'arrondissement de Franzburg
- Hugo von Wilamowitz-Moellendorff (1840-1905), haut président de la province de Posnanie
- Axel von Colmar-Meyenburg (1840–1911), président du district d'Aurich, administrateur de l'arrondissement de Colmar-en-Posnanie (de), député du Reichstag
- Octavio von Zedlitz-Neukirch (de) (1840-1919), administrateur de l'arrondissement de Sagan, député du Reichstag
- Konrad von Goßler (de) (1841-1900), administrateur de l'arrondissement de Gardelegen (de)
- Bernhard Tieschowitz von Tieschowa (de) (1841-1909), président du district de Königsberg, administrateur de l'arrondissement de Wetzlar
- Hans von Kanitz (1841–1913), administrateur de l'arrondissement d'Hirschberg-des-Monts-des-Géants, député du Reichstag
- Jesco von Puttkamer (1841–1918), président du district de Coblence et du district de Francfort, député du Reichstag
- Wilhelm von Königsmarck (de) (1841–1923), administrateur de l'arrondissement d'Havelland-de-l'Est (de)
- Ernst von Köller (1841–1928), ministre prussien de l'Intérieur, haut président de la province du Schleswig-Holstein, administrateur de l'arrondissement de Cammin-en-Poméranie (de), député du Reichstag
- Hans von Lucke (de) (1842–1911), administrateur de l'arrondissement de Rothenburg-en-Haute-Lusace (de)
- Hellmuth von Bethe (de) (1842–1914), administrateur de l'arrondissement de Czarnikau
- Rudolf von Raumer (de) (1843-1882), administrateur de l'arrondissement de Lebus (de)
- Charles-Auguste de Saxe-Weimar-Eisenach (1844–1894), duc de Saxe
- Karl von Schwerin (de) (1844-1901), administrateur de l'arrondissement de Schlawe-en-Poméranie (de), de l'arrondissement de la Haute-Lahn et de l'arrondissement d'Anklam
- Mortimer von Tschirschky (1844–1908), membre de la Chambre des représentants de Prusse et de la Chambre des seigneurs de Prusse
- Damm von Seydewitz (de) (1845-1899), administrateur de l'arrondissement de Görlitz
- Georg von Zedlitz-Neukirch (de) (1846–1898), administrateur de l'arrondissement de Schönau
- Wilhelm von Kanitz (1846–1912), général
- Friedrich Carl von Schönborn-Wiesentheid (de) (1847–1913), député du Reichstag
- Friedrich von Barnekow (1848–1908), président du district d'Osnabrück
- Wilhelm Ernst von Zedlitz-Neukirch (de) (1848–1923), administrateur de l'arrondissement de Schönau
- Adalbert von Conrad (de) (1848–1928), administrateur de l'arrondissement de Graudenz
- Hans von Brandenstein (de) (1849–1938), président du district de Hanovre (de)
- Arthur von Pieschel (de) (1850-1942), administrateur de l'arrondissement de Jerichow I (de)
- Conrad von Rosenstiel (de) (1851-1910), administrateur de l'arrondissement de Konitz (de) et de l'arrondissement de Bunzlau
- Bernard III de Saxe-Meiningen-Hildburghausen (1851–1928), duc de Saxe-Meiningen (1914–1918)
- Bernhard von der Schulenburg (1852–1936), homme politique
- Ernst von Philipsborn (de) (1853–1915), président du district de Hanovre (de) et district de Hildesheim
- Max von Uthmann (de) (1853-1916), administrateur de l'arrondissement de Pillkallen et de l'arrondissement de Trebnitz
- Leopold von Tettenborn (de) (1853-1917), administrateur de l'arrondissement de Neumarkt
- Wilhelm Hengstenberg (1853–1927), haut président de la province de Hesse-Nassau, président du district de Wiesbaden, administrateur de l'arrondissement de Lauban
- Eckart von Bonin (1854–1912), administrateur de l'arrondissement de Neustettin, député du Reichstag
- Constanz von Baltz (de) (1854–1918), président du district de Trèves et du district de Magdebourg, administrateur de l'arrondissement de Gelsenkirchen (de)
- Wilhelm von Maltzan (de) (1854–1933), député du Reichstag
- August von der Osten (de) (1855-1895), administrateur de l'arrondissement de Regenwalde (de)
- Rudolph Schenck zu Schweinsberg (de) (1855-1911), administrateur de l'arrondissement de Kirchhain
- Carl von Bassewitz-Levetzow (de) (1855-1921), président du ministère d'État du grand-duché de Mecklembourg-Schwerin
- Günther von Hertzberg (de) (1855-1937), administrateur de l'arrondissement de Wiesbaden
- Waldemar von Lilienthal (de) (1856-1892), administrateur de l'arrondissement de Wongrowitz et de l'arrondissement d'Emden
- Georg von Buch (de) (1856–1924), administrateur de l'arrondissement d'Angermünde (de)
- Hermann Dietrich (de) (1856–1930), député du Reichstag
- Gustav von Arnim (1856–1932), général
- Heinrich Otto Guenther (de) (1857–1910), président du district de Stettin, administrateur de l'arrondissement de Rummelsburg-en-Poméranie
- Eugen von Brockhausen le Jeune (de) (1857–1922), administrateur de l'arrondissement de Dramburg, député du Reichstag
- Hermann von Somnitz (de) (1857–1925), administrateur de l'arrondissement d'Anklam et de l'arrondissement de Lauenbourg-en-Poméranie
- Frédéric II de Bade (1857–1928), grand-duc de Bade
- Fabian zu Dohna-Schlodien (de) (1858-1936), administrateur de l'arrondissement de Winsen
- Georg von Guenther (de) (1858–1942), président du district de Bromberg, administrateur de l'arrondissement de Fraustadt
- Günther von Seherr-Thoß (1859-1926), président du district de Liegnitz, administrateur de l'arrondissement de Grünberg-en-Silésie
- Dietrich von Zedlitz-Leipe (de) (1859-1946), administrateur de l'arrondissement de Schweidnitz
- Robert Busenitz (de) (1860–1917), administrateur de l'arrondissement de Darkehmen (de)
- Ernst Walter Scherz (de) (1861-1916), administrateur de l'arrondissement de Löbau-en-Prusse-Occidentale (de)
- Bogislaw von Klitzing (de) (1861-1942), administrateur de l'arrondissement d'Obornik (de)
- Ulrich von Waldow (de) (1863-1936), administrateur de l'arrondissement de Friedeberg-en-Nouvelle-Marche
- Wolf Dietrich von Trotha (de) (1863-1943), administrateur de l'arrondissement d'Hünfeld et de l'arrondissement de Wittemberg (de)
- Karl Rieß von Scheurnschloß (de) (1863-1948), administrateur de l'arrondissement d'Hofgeismar
- August von Kospoth (de) (1864-1917), administrateur de l'arrondissement d'Œls
- Eberhard von Lücken (de) (1864-1925), administrateur de l'arrondissement de Strehlen
- Arnold von Rosenstiel (de) (1864–1926), administrateur de l'arrondissement de Lissa
- Hugo de Hohenlohe-Öhringen (de) (1864-1928), administrateur de l'arrondissement de Rosenberg-en-Haute-Silésie
- Hans Lauchlan von Guenther (de) (1864–1934), haut président de la province de Silésie, administrateur de l'arrondissement de Löwenberg-en-Silésie
- Armin von Tyszka (de) (1864–1934), administrateur de l'arrondissement de Lötzen (de)
- Theodor Eggert (de) (1864–1941), administrateur de l'arrondissement de Darkehmen (de)
- Ludolf von Maltzan (de) (1864–1942), député du Reichstag
- Carl von Behr (de) (1865–1933), administrateur de l'arrondissement de Greifswald (de)
- Karl von Roeder (de) (1865-1940), administrateur de l'arrondissement de Görlitz
- Arnold Wahnschaffe (1865-1941), administrateur de l'arrondissement de Landsberg-sur-la-Warthe (de)
- Adolf von Seidlitz (de) (1865–1943), administrateur de l'arrondissement de Reichenbach
- Kaspar Heinrich von der Marwitz (de) (1865-1945), administrateur de l'arrondissement de Lebus (de)
- Detlef von Köller (de) (1866-1931), administrateur de l'arrondissement de Pyritz
- Hans von Krosigk (de) (1866–1942), administrateur de l'arrondissement de Neuhaldensleben
- Clemens von Wedel-Gödens (de) (1801-1861), administrateur de l'arrondissement de Leer et de l'arrondissement de Hanovre (de)
- Max de Bade (1867–1929), chancelier impérial
- Alfred von Goßler (de) (1867–1946), administrateur de l'arrondissement de Brieg (de), député du Reichstag
- Constantin Ier (1868–1923), roi de Grèce (1920–1922)
- Kersten von Schenck (de) (1868-1924), administrateur de l'arrondissement de Jerichow II (de)
- Hans Joachim von Brockhusen (1869–1928), administrateur de l'arrondissement de Grünberg-en-Silésie et de l'arrondissement de Colberg-Cörlin
- Friedrich von Falkenhausen (1869–1946), président du district de Potsdam, administrateur de l'arrondissement de Lübben (de)
- Hans von Rosenstiel (de) (1871–1955), administrateur de l'arrondissement d'Anklam
- Axel von Rappard (de) (1871-1961), administrateur de l'arrondissement de Soltau et de l'arrondissement de Montjoie (de)
- Philipp von Lucke (de) (1872–1931), administrateur de l'arrondissement de Rothenburg-en-Haute-Lusace (de)
- Max von Ruperti (de) (1872–1945), président du district d'Allenstein, administrateur de l'arrondissement de Pless (de)
- Karl Bonaventura Finck von Finckenstein (de) (1872-1950), administrateur de l'arrondissement de Stolp
- Siegfried von Kardorff (de) (1873–1945), administrateur de l'arrondissement de Lissa, député du Reichstag
- Ernst von Zitzewitz (de) (1873–1945), administrateur de l'arrondissement de Naugard (de)
- Claus Henning von Köller (de) (1874–1937), administrateur de l'arrondissement d'Obornik (de)
- Adolf Dürr (de) (1874-1945), administrateur de l'arrondissement de Wongrowitz
- Eugen von Wagenhoff (de) (1874-1958), administrateur de l'arrondissement de Gifhorn
- Friedrich von Winterfeld (de) (1823–1879), administrateur de l'arrondissement de Prignitz-de-l'Est (de)
- Erich Moewes (de) (1875-1951), administrateur de l'arrondissement de Jork et de l'arrondissement du comté de Schaumbourg (de)
- Leo von Busse (de) (1876–1916), administrateur de l'arrondissement de Groß Wartenberg (de)
- John Menger (de) (1876–1941), administrateur de l'arrondissement de Sulingen (de) et de l'arrondissement d'Allenstein
- Hans von Oldershausen (de) (1876-1956), administrateur de l'arrondissement de Duderstadt, de l'arrondissement de Weener et de l'arrondissement de Marienwerder (de)
- Heinrich von Bieler (de) (1877–1945), administrateur de l'arrondissement de Braunsberg
- Wilhelm von Born-Fallois (de) (1878–1934), administrateur de l'arrondissement de Samter
- Carl Oldwig von Natzmer (de) (1878-1943), administrateur de l'arrondissement de Pleschen (de)
- Adolf von Thielmann (de) (1879–1948), administrateur de l'arrondissement de Frankenstein-en-Silésie et de l'arrondissement de Guhrau
- Willy Kramer (de) (1880-1940), administrateur de l'arrondissement d'Osterode-en-Prusse-Orientale (de)
- Walter von der Marwitz (de) (1880-1945), administrateur de l'arrondissement de Stolp
- Hans von Goldacker (de) (1882–1957), député du Reichstag
- Thilo von Trotha (1882–1969), député du Reichstag
- Wilhelm von Goßler (de) (1883–1945), administrateur de l'arrondissement de Naugard (de) et de l'arrondissement de Prignitz-de-l'Ouest (de)
- Karl von Dewitz-Krebs (1887–1945), général
- Jochen-Hilmar von Wuthenau (de) (1801-1861), administrateur de l'arrondissement de Diepholz (de), de l'arrondissement de Friedeberg-en-Nouvelle-Marche et de l'arrondissement d'Arnswalde
- Oscar de Prusse (1888–1958), général
- Friedrich Karl von Zitzewitz-Muttrin (1888–1975), député du Reichstag
- Jürgen von dem Knesebeck (de) (1888–1980), député du Reichstag
- Georg Baron Manteuffel-Szoege (de) (1889–1962), député du Bundestag
- Hans Heinz von Wangenheim (de) (1889-1981), administrateur de l'arrondissement de Jauer
- Udo d'Alvensleben (1895-1970), administrateur de l'arrondissement de Minden (de), de l'arrondissement de Schlochau, et de l'arrondissement de Lübben (de)
- Henning von Winterfeld (de) (1901-1945), administrateur de l'arrondissement de Wolmirstedt
- Hans Ulrich von Borcke (de) (1902–1944), administrateur de l'arrondissement d'Arnswalde
- Klaus von der Groeben (1902-2002), administrateur de l'arrondissement de Königsberg, de l'arrondissement du Samland, de l'arrondissement de Labiau et de l'arrondissement de Stormarn
- Hanns-Gero von Lindeiner (de) (1912–1984), député du Bundestag